# Loncopué (departamento)
Loncopué é um departamento da Argentina, localizado na província de Neuquén.